# Pearl S. Buck
Pearl Sydenstricker Buck (26. juni 1892 – 6. marts 1973), også kendt som Sai zhen Zhu (forenklet kinesisk: 赛珍珠; pinyin: Sai Zhēnzhū; traditionelt kinesisk: 赛珍珠), var en amerikansk nobel- og pulitzer-prisvindende forfatter og sinolog (Kina-kender). I 1938 blev hun den første amerikanske kvinde, der fik tildelt Nobelprisen i litteratur "for hendes rige og episke beskrivelser af bøndernes liv i Kina og for hendes biografiske mesterværker. Romanen Den gode jord (The Good Earth) er hendes hovedværk.